# Faiditus alticeps
Faiditus alticeps är en spindelart som först beskrevs av Eugen von Keyserling 1891.  Faiditus alticeps ingår i släktet Faiditus och familjen klotspindlar. Inga underarter finns listade i Catalogue of Life.